# بيل كار (مدير فني)
بيل كار (بالإنجليزية: Bill Carr)‏ هو مدير فني أمريكي، ولد في 26 مارس 1917 في ألبينا في الولايات المتحدة، وتوفي بنفس المكان في 2 أبريل 2006.